# 1247

## Родени
- Исабела Арагонска, кралица на Франция